# Gaine des tendons du membre inférieur
Les gaines des tendons des muscles du membre inférieur sont les gaines synoviales ou fibreuses protégeant les tendons des muscles du membre inférieur. Elles sont situées autour des tendons traversant la cheville et le pied.

## Gaines des tendons de la cheville

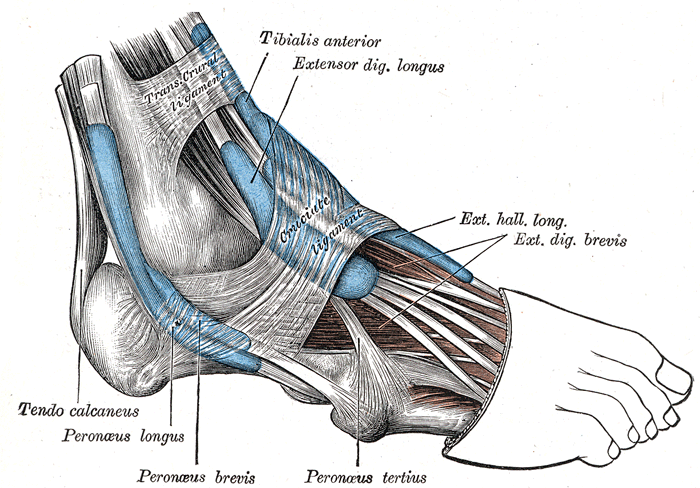
Les gaines synoviales des tendons latéraux et antérieurs de la cheville (en bleu)

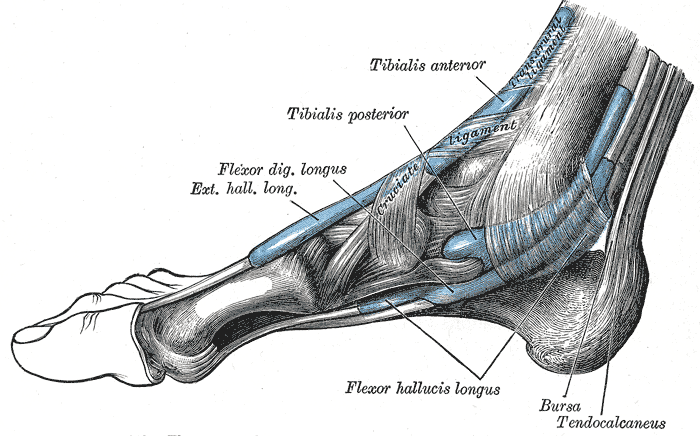
Les gaines synoviales des tendons médiaux et antérieurs de la cheville (en bleu).

Les gaines des tendons au niveau de la cheville sont toutes synoviales.

### Gaines des tendons antérieurs de la cheville
Les gaines des tendons antérieurs de la cheville protègent les tendons des muscles tibial antérieur, long extenseur de l'hallux et long extenseur des orteils dans leur passage sous les rétinaculums supérieur et inférieur des muscles extenseurs du pied.

#### Gaine du tendon du muscle tibial antérieur
La gaine du tendon du muscle tibial antérieur (ou gaine séreuse du muscle jambier antérieur) protège le tendon dans son passage en-dessous des deux rétinaculums.
Son cul-de-sac proximal se situe au niveau du bord supérieur du rétinaculum supérieur et son cul-de-sac distal au niveau de l'articulation talo-calcanéo-naviculaire au niveau de la divergence entre les branches supérieure et inférieure du rétinaculum inférieur.

#### Gaine du tendon du muscle long extenseur de l'hallux
La gaine du tendon du muscle long extenseur de l'hallux (ou gaine séreuse de l’extenseur propre du gros orteil) protège le tendon dans son passage en-dessous du rétinaculum inférieur.
Son cul-de-sac proximal se situe au niveau du bord supérieur du rétinaculum inférieur et son cul-de-sac distal au niveau de la première articulation tarso-métatarsienne.

#### Gaine du tendon du muscle long extenseur des doigts de pied
La gaine du tendon du muscle long extenseur des doigts de pied (ou gaine séreuse de l’extenseur commun des orteils) protège le tendon dans son passage en-dessous du rétinaculum inférieur.
Son cul-de-sac proximal se situe entre le bord inférieur du rétinaculum supérieur et le bord supérieur du rétinaculum inférieur. Son cul-de-sac distal au niveau de l'os naviculaire.

### Gaines des tendons tibiaux de la cheville
Les gaines des tendons tibiaux ou médiaux de la cheville protègent les tendons des muscles tibial postérieur, long fléchisseur de l'hallux et fléchisseur commun des orteils dans leur passage dans le sillon malléolaire du tibia derrière la malléole médiale.

#### Gaine du tendon du muscle tibial postérieur
La gaine du tendon du muscle tibial antérieur (ou gaine séreuse du muscle jambier postérieur) protège le tendon dans son passage rétro-malléolaire.
Son cul-de-sac proximal se situe à environ 4 cm au-dessus de la pointe de la malléole, et son cul-de-sac distal au niveau de la tubérosité de l'os naviculaire.

#### Gaine du tendon du muscle long fléchisseur de l'hallux
La gaine du tendon du muscle long fléchisseur de l'hallux protège le tendon dans son passage rétro-malléolaire.
Son cul-de-sac proximal se situe au niveau de la pointe de la malléole et son cul-de-sac distal au niveau de la base du premier métatarsien.

#### Gaine du tendon du muscle muscle long fléchisseur des doigts de pied
La gaine du tendon du muscle long fléchisseur des doigts de pied (ou gaine séreuse du muscle long fléchisseur commun des orteils) protège le tendon dans son passage rétro-malléolaire.
Son cul-de-sac proximal se situe est à un travers de doigt au-dessus de l’interligne de l’articulation talo-crurale et son cul-de-sac distal au niveau de l'articulation cunéo-naviculaire.

### Gaines des tendons péroniers de la cheville
Les gaines des tendons péroniers ou latéraux de la cheville comprennent une gaine rétro malléolaire : la gaine commune des tendons des muscles fibulaires et une gaine plantaire : la gaine plantaire du tendon du muscle long fibulaire.

#### Gaine commune des tendons des muscles fibulaires
La gaine commune des tendons des muscles fibulaires protège les tendons des muscles long et court fibulaires dans leur passage dans le sillon malléolaire de la fibula derrière la malléole latérale.
Son cul-de-sac proximal se situe à deux travers de doigts au-dessus de la pointe malléolaire et son cul-de-sac distal au niveau de l'articulation calcanéo-cuboïdienne.

#### Gaine plantaire du tendon du muscle long fibulaire
La gaine plantaire du tendon du muscle long fibulaire protège le tendon dans son passage plantaire dans le sillon tendon du muscle long fibulaire.
Son cul-de-sac proximal se situe à l'entrée du sillon et son cul-de-sac terminal se situe au niveau de son insertion sur le premier métatarsien.

## Gaines des tendons du pied
Au niveau des parties terminales des tendons des muscles fléchisseurs des orteils, un complexe de gaines tendineuses synoviales et fibreuses entoure chaque division tendineuse.
Une gaine synoviale du doigt pied et entourée d'une gaine fibreuse du doigt de pied.
Les feuillets pariétaux et viscéraux sont unis par un mésotendon (ou vincula tendinum) qui contiennent les vaisseaux nourriciers des tendons.
La gaine fibreuse des doigts de pied est composée d'une partie annulaire et d'une partie cruciforme.
La partie annulaire de la gaine fibreuse des doigts de pied (ou ligament annulaire des orteils) s’insère sur les bords latéraux des phalanges proximale et intermédiaire pour entourer la gaine synoviale.
La partie cruciforme de la gaine fibreuse des doigts du pied (ou ligament croisé des orteils ou partie cruciforme de la gaine fibreuse des orteils) se situe au niveau des articulations interphalangiennes.